# Yuxarı Nemətabad
Yuxarı Nemətabad è un comune dell'Azerbaigian situato nel distretto di Ağdaş. Conta una popolazione di 795 abitanti.